# Софлу
Софлу (на гръцки: Σουφλί, Суфли, катаревуса Σουφλίον, Суфлион; на турски: Sofulu, Софулу) е малък град в Беломорска Тракия, понастоящем в Североизточна Гърция. Софлу е център на дем Софлу и населението му е 7519 души (2001).

## Местоположение
Софлу се простира по източните склонове на един от последните хълмове на Родопите – Свети Илия. Отстои на 65 км север-североизток от централния град на областта – Дедеагач (Александруполис), на около 27 км южно от Димотика, като лежи на път GR-51/E85, свързващ Дедеагач и Одрин в Турция, а през Черномен (Орменио) със Свиленград в България. Софлу е на само на 500 м западно от река Марица (Еврос).

## История
През Средните векове на това място е съществувало село Софис, което при падането под турска власт е изчезнало. Дьо ла Брокиер в 1433 г. е минал през мястото му и не го споменава. Доста по-късно се появява Софлу като българско селище, заселено от жители от околните български села Голям и Малък Дервент, Каяджик, Башклисе, Янурен. До 1878 г. цариградският френски вестник „Курие д'Ориан“ дава статистика, според която в Софлу българите са 1600 души, а гърците 3000 души, но и тогава носията на „гърците“ е българска, а езикът им е смесица от български и гръцки думи. Видният „гръцки род“ Калпакли е от Копривщица, а друг виден род, Българгьолю, е от Пазарджик.
Процесът на погърчване е постепенен. Идват поединично търговци, духовници, учители, които провеждали политиката на постепенна гърцизация на населението. До 1912 г. всички гръцки семейства в града помнят своя български произход. Езикът им е бил типично парапанковски, но са били запазени българските народни обичаи. Гръцкият език се налага главно от средата на ХІХ в.
Софлу е известен от векове със своята коприна, прочутото си вино, ципурото (силна ракия) и гозбите от кайма и месо. Споменава се за пръв път в съчиненията на турския пътешественик Евлия Челеби около 1667 г. с името Софулу. През този период то е голямо село, освободено от данъци. Турското име на селището – Софулу – вероятно идва от един стар мюсюлмански манастир в региона. Но има и друга версия приписваща произхода на името на византийски земевладелец, наричан Суфлис. В началото на ХІХ в. Софлу е административен център на богата провинция с почти 60 000 жители, простираща се от двете страни по долината на река Марица. Поради значителното увеличение на населението и липсата на градове Софлу се издига като важен търговски център на обширен регион. През 1858 г. селището има взаимно гръцко училище и община от около 6500 членове, които издържат училището. Между 1870 г. и 1880 г. Софлу се развива значително. Изградена е железопътна линия и гара (1872), което подпомага стопанското развитие. В същото време се откриват начини за борба с болестите по копринените буби, благодарение на Луи Пастьор, това допринася изключително много за развитието на копринарството. През 1877 г. населението на Софлу се изчислява на около 4680 жители. През 1900 г. то нараства на 10 000, а през 1908 г. на 12 000 – 13 000 жители. Наред с важното си търговско значение Софлу се издига и като важен занаятчийски център. Прочути били софлийските майстори колари, които снабдявали целия тракийски регион с изключително устойчиви каруци. Вторият по-важност отрасъл за Софлу след копринарството през ХІХ в. е винарството. Доказателство за това е, че през ХІХ в. производството на вино в Софлу достига почти 2 000 000 литра. В определен момент развитието на двата най-важни за града производства започва да се затруднява взаимно, поради недостатъчните площи за черничеви градини, с които се изхранвали копринените буби и лозя, от които се правели вината. Превес пред двата занаята взима копринарството. Но то, въпреки своята популярност не можело да бъде единствена професия. Самият занаят се смята за странична и сезонна работа. Той прониква във всеки дом в Софлу и през месеците май и юни той ангажира земеделци, търговци и занаятчии, осигурявайки им задоволителен доход.
В демографската статистика на професор Любомир Милетич от 1912 г. е посочено, че градчето има 2000 гръцки семейства.
На 2 ноември 1912 г. Сборната конна бригада на полковник Танев и четата на Руси Славов освобождават Софлу. От освобождението в 1912 г. до 27 ноември 1919 г. е в границите на България. С Ньойския договор принадлежи към „Междусъюзническа Тракия“, която след Гръцко-турската война (1919 – 1922) на 28 май 1920 г. е предадена на Гърция. От април 1941 г. до ноември 1944 г. гръцкото управление е прекратено и градът е в буферната зона на Беломорието под между България и Турция под германска окупация. Принадлежността му към Гърция е потвърдена с Парижкия мирен договор на 10 февруари 1947 г.

## Население
| Година | Население (град) | Изменение | Население (дем) |
| ------ | ---------------- | --------- | --------------- |
| 1951   | 7435             | –         | –               |
| 1961   | 7586             | -/- %     | –               |
| 1981   | 5587             | -/- %     | –               |
| 1991   | 5015             | -/- %     | –               |
| 2001   | 4258             | -/- %     | –               |

## Побратимени градове
- Кърджали, България